# Fantasport
I fantasport sono giochi virtuali basati sulle performance di sportivi realmente esistenti.
Lo schema base di tali giochi, a grandi linee, consiste nel costituire un club sportivo immaginario variamente strutturato utilizzando, quale mezzo per le transazioni, una dotazione base di denaro virtuale che può aumentare o diminuire a seconda dell'andamento economico del club stesso.
Normalmente il parco giocatori di tali club è costituito dai nominativi di atleti veri, le cui statistiche di gara sono pubblicate periodicamente dalla stampa sportiva e sono la base dei parametri su cui si costruiscono i risultati degli incontri tra tali club immaginari.
Esistono versioni fantasportive di numerosi sport reali: tra i più noti c'è il fantacalcio (in inglese fantasy football), ma esistono competizioni virtuali anche basate sulle prestazioni dei giocatori di football americano, baseball, pallacanestro, hockey su ghiaccio e, a livello individuale, anche per ciclismo, pugilato e motociclismo, e altri.
Secondo questa accezione, il fantacalcio, popolare gioco italiano, rientra pienamente all'interno dei fantasport. La fama di questa tipologia di giochi si deve soprattutto alla sua versione online, esplosa inizialmente negli USA, e che dal 2015 ha preso piede anche in Europa. Bisogna specificare che il successo dei fantasport online è stato dovuto soprattutto alla loro forma giornaliera, che prende il nome di daily fantasy sport. In questa versione del gioco gli utenti sono chiamati ad affrontarsi in competizioni giornaliere, in cui si ha quindi la possibilità di creare una squadra, iscriversi ad un contest e vincere dei premi durante la stessa giornata, o al limite nell'arco di pochissimi giorni. L'aggettivo "daily" serve a differenziare la forma più classica di fantasy sport, dove i giocatori sono costretti a scegliere una rosa di giocatori all'inizio di una stagione sportiva, per poi schierarli di volta in volta durante tutti i match dell'anno.
L'avvento dei fantasy sport online ha anche permesso la realizzazione di contest con premi milionari. Dal 2016 i fantasport online sono stati legalizzati anche in Italia, presentando un nuovo prodotto nel mondo del gioco d'azzardo.